# 胡道芳
胡道芳（1486年—？年），字蔚中，直隸徽州府歙縣（今安徽省歙縣）人。明朝政治人物，嘉靖癸未進士。

## 生平
應天府乡试第三十四名，嘉靖二年（1523年）癸未科会试第九名，三甲九十三名進士。歷官福建莆田、懷安縣知縣。历升刑部郎中，十四年十二月奉命广西恤刑。後官至浙江僉事。

## 家族
曾祖胡武。祖父胡貴。父胡玹。前母汪氏；母吴氏。具庆下。兄遂芳、達芳、弟運芳。